# Elliott Hills
Elliott Hills – niskie wzgórza i nunataki w północno-zachodniej części Gutenko Mountains w środkowej Ziemi Palmera w południowej części Półwyspu Antarktycznego. 
Elliott Hills zostały sfotografowane podczas lotów zwiadowczych w latach 1966–1969. Ich mapę sporządził United States Geological Survey w 1974 roku. Ich nazwa upamiętnia Davida J. Elliotta – dowódcę samolotu LC-130, z którego oblatywano i fotografowano Antarktydę podczas operacji Deep Freeze w 1970 i 1971 roku.      